# Антоњовка Свјержовска
Антоњовка Свјержовска (пољ. Antoniówka Świerżowska) је село у Пољској које се налази у војводству Мазовском у повјату Гарволињском у општини Маћејовице.
Од 1975. до 1998. године ово насеље се налазило у Сједлецком војводству.